# Praia do Gato (ilha de São Tomé)
A Praia do Gato é uma praia do Arquipélago de São Tomé e Príncipe, localiza-se a Este da ilha de São Tomé entre a Ponta Ió Macaco e a Praia Angobó, frente às localidades de São João Angolares e de Soledade.